# Hilberts hotel
 Der er for få eller ingen kildehenvisninger i denne artikel, hvilket er et problem. Du kan hjælpe ved at angive troværdige kilder til de påstande, som fremføres i artiklen.

Hilberts hotel er en pædagogisk model til illustrering af begrebet uendelighed udtænkt af David Hilbert.
Hilberts hotel har uendelig mange værelser. Mangler du et hotelværelse kan du altid komme til Hilberts hotel. Skulle Hilberts hotel være optaget, beder portieren bare alle gæster flytte til et værelse et nummer højere, på den måde bliver værelse nr. 1 ledigt. Skulle du ankomme til Hilberts hotel med en uendelig stor bus, med uendelige mange mennesker klarer portieren også dette problem, portieren beder alle gæsterne flytte til det værelsenummer der er lig med deres værelsesnummer ganget med 2, dvs. de lige numre, på den måde bliver alle ulige værelsesnumre ledige og bussens passagerer får alle et værelse.